# کاراکویو (صائم بی‌لی)
کاراکویو (به ترکی استانبولی: Karakuyu) یک منطقهٔ مسکونی در ترکیه است که در صائم‌بیلی واقع شده‌است.